# Шио Мгвимский
Шио (Симеон) Мгвимский груз. შიო მღვიმელი, или Шио Печерский (от груз. мгви́ме – пещера) (род. Антиохия, Сирия (современная Антакья, Турция) — ум. монастырь Шио Мгвиме, Грузия) — анахорет, пустынник, один из 13 ассирийских отцов, пришедших в Грузию, основатель монастыря Шио Мгвиме, живший в VI веке, один из наиболее почитаемых святых Грузинской православной церкви, основатель монашества в Грузии. Почитается как чудотворец в христианстве. По удалении родителей в монастырь Шио раздал всё своё имение и отправился к преподобному Иоанну, жившему возле Антиохии, в пустыне, и подвизался там в течение 20 лет. Он был среди тех двенадцати, которых Иоанн взял с собой в Иверию для утверждения верующих, обращённых святой Ниной. Шио поселился в пещере, в пустыне близ Мцхета. Вокруг него вскоре собралось до 25 пустынножителей. Царь Парсман VI, навестивший в пустыне ушедшего к Шио бывшего своего любимца Эвагре, подарил землю под монастырь и выделил значительные средства для построения храмов. Число братии новой обители возросло до 2000 человек. Но стремление к полному уединению преобладало в душе Шио. Покинув основанную им обитель, Шио оставил для братии 160 письменных поучений, а сам обрёк себя на отшельническую жизнь в тёмной глубокой пещере. Скончался святой в VI веке. До установления советской власти мощи святого Шио хранились в монастыре, однако позже бо́льшая часть мощей была безбожниками сожжена.

## Биография

### Принятие монашества
Шио Мгвимский родился в конце V века в Антиохии в Сирии (ныне город Антакья в Турции) в семье благочестивых и богатых родителей, чьи имена неизвестны. Родители сами занимались образованием сына и много времени уделяли его религиозному воспитанию. В шестнадцать лет Шио прекрасно изучил Библию и священные тексты. Родители, опасаясь, что сильное умственное напряжение может вызвать плохие последствия для здоровья ребёнка, часто просили сына дать себе отдых. Однажды они даже решились отобрать у него книги, что сильно опечалило Шио. После долгих уговоров родители вернули сыну книги, и с тех пор не стесняли свободы своего сына. Когда Шио было двадцать лет, в Антиохию пришёл просветитель антиохийцев святой Иоанн. По совету Иоанна Шио решил принять монашество, однако опасался реакции своих родителей. Во время литургии Шио склонил родителей также принять монашество.
После того как родители Шио постриглись в монахи, юноша раздал всё имение, оставшееся от родителей: часть раздал нищим, часть пожертвовал монастырям и освободил рабов.

### Отшельничество

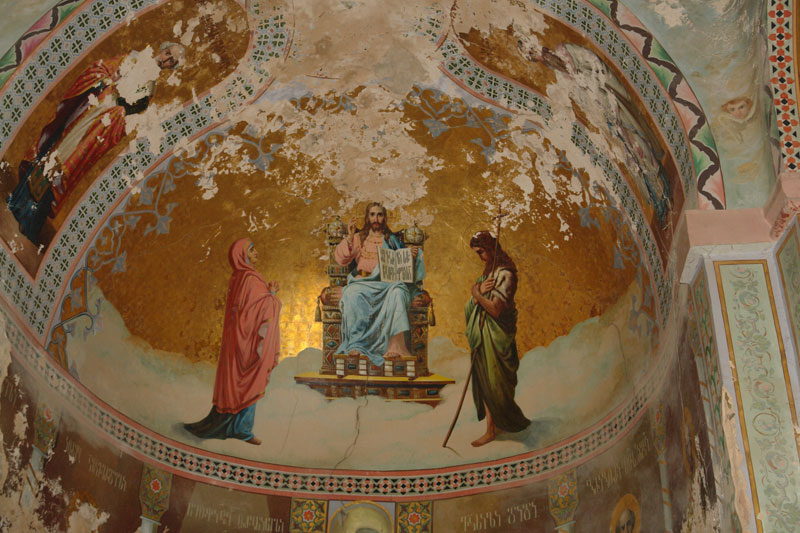
Роспись одного из куполов монастыря

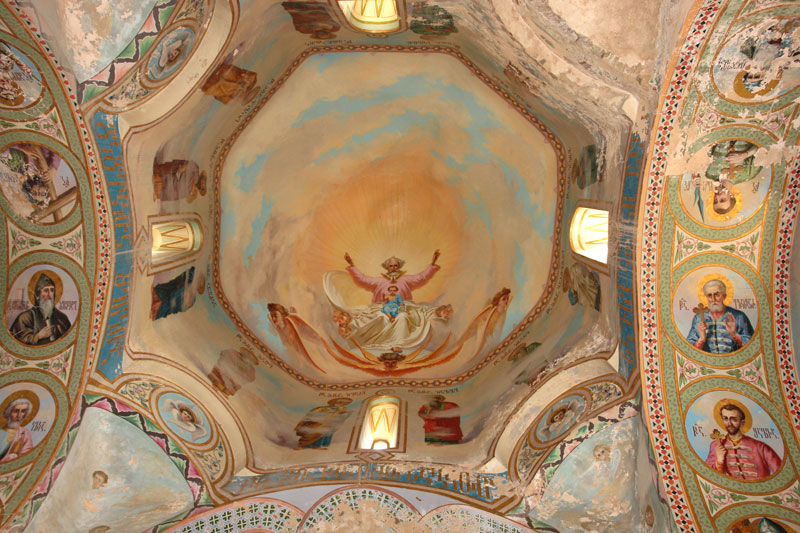
Роспись другого купола монастыря

По церковному преданию, спустя двадцать лет, после вступления святого Шио в иночество, святой Иоанн получил откровение свыше избрать из числа своих учеников двенадцать человек и с ними отправиться в страну Иверскую (Грузинскую), чтобы утвердить там в вере обращённых равноапостольной Ниной в христианство грузин. Об этом видении святой Иоанн рассказал всем своим ученикам. После продолжительных молений он избрал двенадцать иноков, в числе которых был и Шио. Когда Иоанн со своими учениками достигли Мцхеты, они были радушно приняты тогдашним католикосом Эвлавием (533—544). Иоанн с учениками провели в Мцхете 3 года, а затем взошли на гору Зедазени. По преданию, после их двухлетнего пребывания на горе, святому Иоанну явилась Богородица Мария с равноапостольной Ниной и повелела ему, чтобы он разослал своих учеников по разным местам страны для проповеди.
Проснувшись, святой Иоанн собрал учеников, объявив им приказание Богородицы и святой Нины, и затем повелел приготовиться исполнить повеление: отправиться туда, куда каждому из них укажет сам Святой Дух. Прежде всего святой Иоанн представил своих учеников католикосу, попросив у него благословения на предлежащие им дела.. Католикос, благословив их и прочиитав о них молитву, повелел каждому взять себе в помощь по одному иноку. Только один святой Шио, любивший пустыню и уединённую жизнь, поппросил своего учителя благословить его на отшельничество. Св. Иоанн позволил ему это, сказав:
Чадо мое! Ступай, куда поведет тебя Сам Господь. Мне явил Владыка наш Господь Иисус Христос, что ты должен вести уединенную жизнь, а между тем будешь аввой великой лавры. Но прежде явись католикосу, получи его благословение, и да будет Господь с тобой всегда. Он нигде не оставлял меня, смиренного, в борьбе с духом лукавым, Он будет твоим Покровителем и Утешителем и разрушит за тебя всякое коварство и ухищрение дьявольское.
Святой Шио, получив благословение от своего учителя, затем от католикоса Эвлавия на пустынножительство, отправился на запад от города Мцхета в непроходимые из-за дремучих лесов места. Он вошёл в глубокое, безотрадное, глухое, безводное ущелье, полное диких зверей и ядовитых змей. Когда святой Шио осмотрелся кругом, ему понравилась эта совершенно уединённая пустыня, как бы нарочно защищённая отвесными и необыкновенно крутыми стенами песчаной горы от людских взоров и от мирского мятежа. На северной стороне, над отвесной скалой крутого берега реки Куры св. Шио нашёл тесную пещеру, достаточную, чтобы укрыться. Там он поселился, не беспокоясь ни о пище, ни о питье, ни о каком либо утешении человеческом. По преданию, он провёл там сорок дней в посте и молитве, не вкушая ни куска хлеба, ел только некоторые травы и пил немного воды.
Однажды царедворец и начальник крепости Насдаки по имени Эвагри, рождённый от христиан и воспитанный в благочестии, вышел на охоту со своими детьми и рабами. Перейдя реку Кура, он направился в сторону, где жил святой Шио. Приближаясь к месту пребывания святого, он остановился, а спутников своих послал выгонять дичь. Следя за тем, что делали охотники, он заметил голубя, несущего пищу во рту и влетающего в пещеру, Эвагри запомнил это место и, вдоволь поохотившись, возвратился домой. На другой день он снова пошёл на охоту с теми же людьми и по той же дороге и стал опять на замеченном месте. Наблюдая за охотниками, он снова увидел того же самого голубя, несущего во рту пищу, который влетел в пещеру. Удивившись этому Эвагри захотел узнать, что бы это значило. Приблизившись к пещере, он увидел человека, молящегося на коленях с воздетыми к небу руками.
После беседы с Шио, Эвагри раздал имение своё бедным и отошёл от мира и от родных. Потом святой Шио надел на него схиму и начал учить и наставлять, как нужно отречься от себя и последовать Иисусу. Затем преподобный учил Эвагрия, когда нужно молиться, когда стоять, когда трудиться и когда отдыхать. После долгих наставлений Шио указал Эвагрию особую пещеру близ своей, и повелел ему поселиться там и начать свой подвиг борьбы с дьяволом. С этого времени имя святого Шио стало известным во всей окрестности. Многие приходили к нему и вступали в его обитель, принимая постриг. Всякий, принимавший монашество, высекал себе особую, отдельную от других пещеру близ пещеры преподобного Эвагрия. Святой Шио выходил из своей пещеры к братиям только по воскресеньям, и то для наставления их, всё же прочее время проводил в уединении в пещере.

### Постройка храма

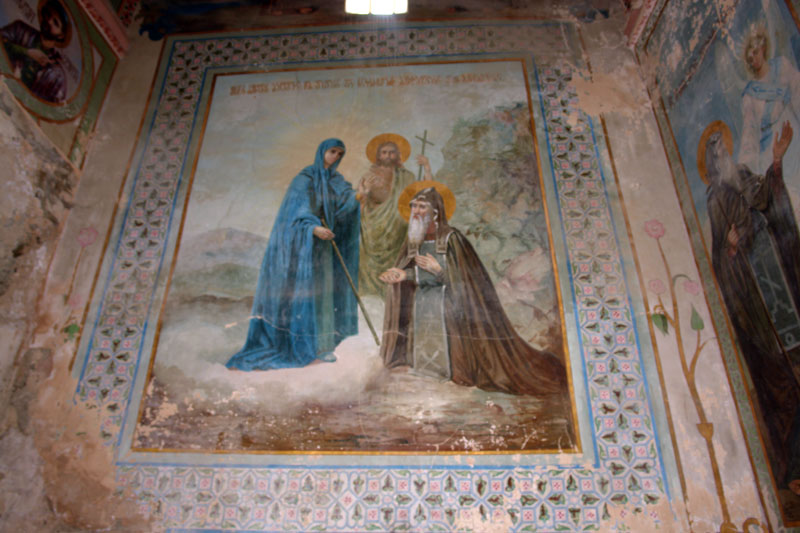
Одна из фресок в Шио-Мгвимском монастыре

По преданию, однажды святой Шио увидел одного монаха, который нёс воду в кувшине и, упав на землю, разбил кувшин, пролив воду. Этот инцидент сильно опечалил монаха: ноша стоила ему больших трудов, так как он нёс воду издалека. Глубоко огорчённый, он стоял над разбитым сосудом и горько плакал. Святой Шио не мог не сочувствовать скорби брата и, к утешению своему, увидел Ангела, стоящего у скалы и копьём как будто копающего землю для извлечения из скалы воды, которая и потекла тотчас. Святой Шио, обратившись к печальному брату, сказал:
Бог за твои слезы и благочестие на этом месте через Ангела источил воду. Её достаточно будет для всей братии.
Количество иноков к моменту этого случая было двадцать пять, и теперь они уже без труда могли доставать себе воду. С течением времени братия все более и более умножалась, а между тем иноки не имели церкви для общественного богослужения. Однажды все братья собрались к святому Шио и просили у него позволения построить у себя церковь. Шио, услышав просьбу всей братии, встал со своего места, вышел из пещеры и отправился с ними на восток, и взошёл на вершину близлежащей горы. По преданию, здесь он встал на колени со всеми своими учениками и со слезами молился Богу, прося указать место для постройки храма для славословия святого Его имени.
Долго стоял святой на молитве, по окончании которой наконец встал и попросил горячих углей. Угли были принесены. Тогда святой Шио положил их на ладонь левой руки, ознаменовал угли крестным знамением, потом велел всем стоящим инокам поднять к небу руки и петь: «Кириэ элейсон» (греч: Господи помилуй). Пение это продолжалось около часа. Дым от курящегося ладана поднялся высоко вверх. Потом столп дыма переменил своё направление и пошёл с востока на запад, к ущелью, где были пещеры иноков, а затем опять поднялся в вышину. Видя это, святой Шио поспешил с братией на то место, над которым дым курящегося фимиама поднялся в высоту. Сам Шио шёл впереди и нёс в левой руке горячие угли с ладаном, а за ним следовала вся братия. Когда пришли на то место, где дым стоял в воздухе, то они поняли, что место это избрал Сам Господь для построения храма во славу имени Своего. У святого Шио два часа курился ладан на руке, затем, покадив братию, он сложил с руки горячие угли. Потом святой Шио взял кирку и три раза ударил по земле под самым столпом фимиама и повелел построить на том месте церковь.
Когда было окончено построение храмов, Эвагри уведомил царя и просил освятить их. Царь Парсман VI (542—557) сообщил об этом католикосу Макарию (553—569) и просил его с епископами в день Пятидесятницы собраться в обители святого Шио и преподобного Эвагрия, чтобы освятить новые храмы. В ожидаемый день царь Парсман VI отправился с вельможами в обитель. Помимо него также пришли святой Иоанн Зедазенский и другие святые отцы. Католикос с епископами в течение недели освятил возведённые храмы. Затем царь и все собрание просили святого Шио, чтобы он принял на себя сан пресвитера (а дьяконом святой Шио был ещё в Антиохийской пустыне). Однако Шио решительно отклонил эту просьбу. Окончив всё, пришедшие разошлись по своим домам.

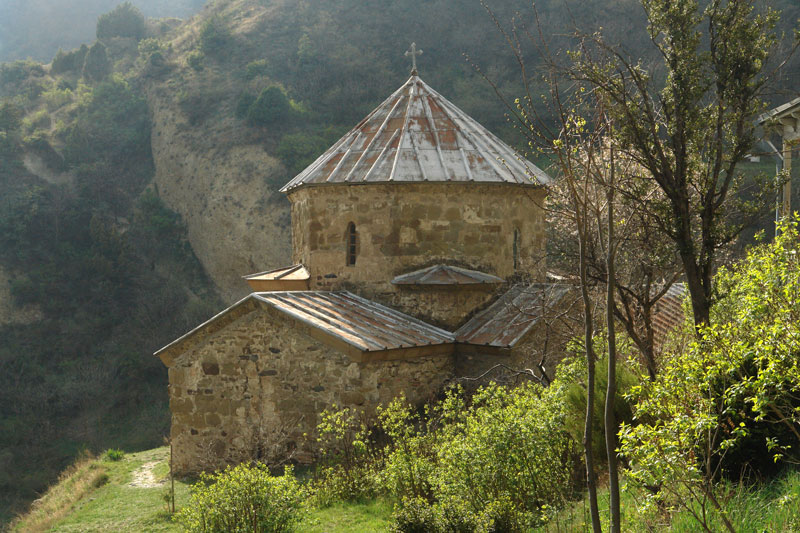
Шио-Мгвимский монастырь, храм Святого Иоанна Крестителя

### Последние дни
Однажды святой Иоанн Зедазенский решил посетить своих учеников, чтобы самому узнать, какой степени духовного совершенства достиг каждый из них. Взяв с собою своего ученика преподобного дьякона Илию, он пошёл с ним в обитель святого Шио. Братия, узнав о приближении их учителя, вышли ему навстречу и, приняв от него благословение, ввели его в храм Пресвятой Богородицы. Святой Иоанн, пробыв у них три дня и удостоверившись в высокой степени их духовного совершенства, возвратился на свою гору Зедазени. Шио, взойдя также на гору, припал к ногам святого старца и умолял своего учителя позволить ему в прежней его обители довершить начатый подвиг безмолвия затворничеством в пещере. Святой Иоанн благословил его на такой подвиг, сказав:
Чадо, да исполнит Господь прошение твое и да даст тебе терпение в подвиге твоем. Вместо этой бедной жизни найдешь в будущей нескончаемый покой, пребывая с праведными и вечно радуясь с ними. Иди и объясни желание твое католикосу, и, если он благословит тебя на это, значит выбор твой угоден Богу. Иначе не приступай к этому делу, ибо апостол Павел учит: "Повинуйтесь наставникам вашим, и будете покорны, ибо они неусыпно пекутся о душах ваших".
Получив наставление, святой Шио поцеловал ноги Иоанна Зедазенского, простился с братией и попросил поминать его в их молитвах. Опять подойдя к святому Иоанну и взяв последнее благословение на затворническую жизнь, он ушёл. Святой Шио, придя в Мцхету, вошёл в патриарший храм. В слезной молитве испросив здесь у Господа благословения на предстоящий тяжкий подвиг, преподобный вошёл к патриарху, который с радостью принял его. Святой немедленно объяснил ему о своём желании, прибавив, что он, по совету святого Иоанна, просит его согласия и благословения. Патриарх вздохнул из глубины сердца и прослезился, видя готовность святого Шио принести жертву по любви к своему Господу. Ученики долго умоляли святого не сходить в пещеру и не оставлять их сиротами. Однако в конце концов, написав сто шестьдесят поучений, Шио отправился в пещеру.
По преданию, затворничеством Святой Шио достиг совершенства великих подвижников. Его тело изнурялось от пощений, трудов, бдений, и от страшной пещерной сырости, лицо его совершенно почернело, и от всего тела остались только кожа да кости. Святой Шио считается красой Православной Церкви. По мнению М. Сабинина именно этим было обусловлено большое число паломников, которые принимали иночество. Между тем блаженный Шио оканчивал путь земной жизни, сохранив веру и душу свою, очистившись потоками слёз, имея перед глазами всегда смерть. Забыв совершенно о немощах природы человеческой, он взирал к небу и мысленно уже стоял у престола славы Иисуса Христа.

Наконец Богу угодно было призвать подвижника в вечный покой. Согласно Арсену Сепариели, Господь возвестил преподобному через Ангела о времени освобождения его от тела. Преподобный Шио, узнав о дне смерти, попросил к себе иерея со Святыми Дарами, которого спустили в яму на верёвке. Святой Иоанн узнав о приближении к смерти своего любимого ученика Шио, поспешил прийти к нему, чтобы провести с ним последние минуты. Преподобный Шио завещал, чтобы тело его было оставлено в той же пещере, где он окончил последние дни своей жизни. Он хотел, чтобы после его смерти эта пещера сделалась местом упокоения и гробом его останков. Братья, исполняя волю святого, опустили в яму нескольких благоговейных старцев, во главе которых находились святой Иоанн и святой Эвагри — ученики святого Шио. Они одели Шио в его же одежды и со слезами и молитвами похоронили преподобного Шио. Остальные братья, собравшиеся со всех дальних и ближних пещер на погребение великого своего наставника и учителя, окружали отверстие ямы, вознося молитвы к Богу о упокоении души его. Как рассказывает Сабинин, 
Они проливали горячие слезы, плача о том, что лишились такого великого учителя и наставника, но в то же время до слез радовались тому, что приобрели себе у престола славы теплого заступника и молитвенника.
Сама история жизни святого Шио дошла до нас в пересказе одного из константинопольских учеников святого Иоана Арсена Сепариели.

## Шио-Мгвимский Монастырь

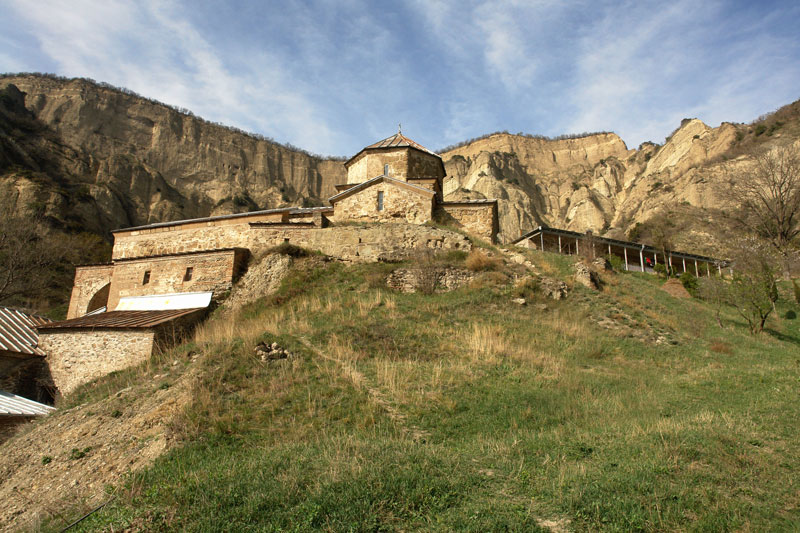
Вид на Шио-Мгвимский монастырь, построенный возле пещеры Шио.

После смерти Шио монастырь быстро стал оживлённым центром культурной и религиозной деятельности и находился под личным патронажем Католикосов Грузии. Давид IV Строитель (1089—1125) сделал Шио-Мгвимскую обитель царским доменом и продиктовал правила (типикон) для монастыря (1123). Падение единого грузинского царства и непрекращающееся чужеземные вторжения привели монастырь в упадок. Период относительного оживления наступил когда грузинский царь Георгий VIII (1446—1465) предоставляет Шио-Мгвимский монастырь и его земли благородному семейству Зевдгинидзе-Амилахвари, которые до 1810-х годов использовали его в качестве семейной усыпальницы.
Монастырь был опустошён вторжением (1614—1616) персидских войск шаха Аббаса I. Князь Гиви Амилахвари восстановил обитель в 1678 году, но в 1720 османская оккупация Грузии привела к ещё одному разрушению Шио-Мгвимского монастыря. Монастырь, восстановленный Амилахвари в 1733 году, был снова разрушен персами менее двух лет спустя. Впоследствии Шио-Мгвимский монастырь был восстановлен, интерьер его обновили в XIX веке, но обитель так и не смогла возвратить своё прошлое значение в духовной жизни Грузии. Во время советской власти монастырь был закрыт, часть мощей святого Шио хранившаяся в монастыре была сожжены, но одна кость сохранилась. Несмотря на то, что в советское время монастырь был закрыт, монахи всё равно продолжали тайно совершать богослужения. В настоящее время монастырь является действующим и привлекает большое число паломников и туристов.